# Позориште младих Зворник
Позориште младих Зворник је аматерско омладинско позориште основано 2018. године у граду Зворнику, у Босни и Херцеговини. Основано је с циљем да младима омогући активно учешће у културном животу заједнице кроз позоришни израз и друштвени активизам. Позориште функционише као удружење грађана и представља један од примера одрживог омладинског сценског рада у источном делу Републике Српске.

## Мисија и циљеви
Мисија позоришта је да младима пружи простор за стваралаштво, уметнички развој и друштвено изражавање. Организовањем представа, радионица и јавних наступа, позориште подстиче културно учешће младих и доприноси развоју локалне заједнице кроз уметност и критику друштвених појава.

## Драмска продукција
Позориште је до сада реализовало више представа које обрађују теме одрастања, менталног здравља, насиља и толеранције. Међу запаженијим представама издвајају се:
- Деца само дете (2023) – поетска драма о одрастању и породичним односима
- Све је то људски – представа о друштвеним предрасудама и дискриминацији
- Соба 12 – драма која тематизује ментално здравље младих након пандемије

## Образовне активности
У оквиру редовних активности, позориште организује драмске радионице, обуке из области глуме, јавног наступа и импровизације. Едукације воде позвани стручњаци из области културе и позоришта, а намењене су младима узраста од 14 до 30 година.

## Сарадње и фестивали
Позориште младих Зворник сарађује са културним центрима, школама и омладинским организацијама у региону. Представљало се на локалним и регионалним фестивалима, укључујући догађаје у Бијељини, Брчком и Тузли.

## Јавни позиви и ангажман
У јануару 2025. године, позориште је објавило конкурс за пријем нових чланова. Позив је био намењен младима од 14 до 30 година, а изабрани кандидати били би укључени у продукције током пролећа 2025. године.